# 사가라 요리쓰구

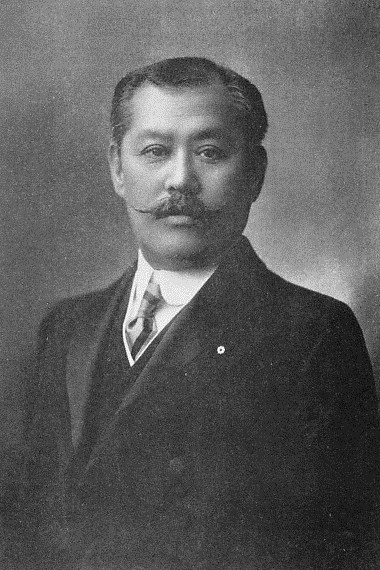
사가라 요리츠구

사가라 요리츠구(일본어: 相良 頼紹 さがら よりつぐ[*], 가에이 6년 12월 25일 (1854년 1월 23일) - 다이쇼 13년 (1924년) 3월 12일)은 메이지 시대의 화족이다. 히토요시번 14대 번주 사가라 나가토미의 장남이다. 어머니는 요코야마씨이다. 아명은 타케노신 (武之進), 종5위이고, 자작이고, 귀족원 의원이다. 아내는 토쿠다이지 킨이토의 5녀 나카코이고, 자식으로는 사다코 (후쿠오카 히데이의 아내), 코우코 (스기무라 코이치의 아내)가 있고, 양자로는 사가라 요리츠나가 있다.
요리츠구가 태어난 다음 해에 아버지가 사망했기 때문에 (세는 나이로 2살), 삼촌인 요리모토가 15대 번주가 되었다. 나중에 요리모토의 양자가 되었다. 메이지 5년 (1872년) 9월 2일, 종5위에 서임되었다. 같은 해 9월 15일, 메이지 천황을 배알했다. 메이지 8년 (1875년) 5월 22일, 양아버지 요리모토가 은거하여, 가독을 이었다. 메이지 9년 (1876년) 12월, 궁중지후가 된다. 이후 화족부장국 서기 등을 역임하였다. 메이지 14년 (1881년), 이토 히로부미의 헌법 조사에 수행했다. 메이지 17년 (1884년) 7월 8일, 자작에 올랐다. 메이지 23년 (1890년) 7월 10일, 귀족원 의원으로 선출된다. 메이지 30년 (1897년) 7월 10일, 귀족원 의원에 재선되어, 1904년 (메이지 37년) 7월 10일까지, 2기로 재임하였다. 다이쇼 13년 (1924년)에 사망했고, 요리모토의 아들 요리츠나가 가독을 이었다.
다이쇼 5년 (1916년)의 『시사신보』의 기사에서, 도쿄부 도쿄시 아자부구에 거주하는 1백만엔의 자산을 가진 사람으로 다루어지는 등, 화족 중에서도 굴지의 자산가이다.
|  | 제1대 히토요시 사가라가 자작 1884년 - 1924년 | 후임 사가라 요리츠나 |

| 전임 사가라 요리모토 | 제36대 사가라가 당주 1875년 - 1924년 | 후임 사가라 요리츠나 |